# Grudzień 2002

## 4 grudnia2002
- Indonezja: W Makasar na wyspie Sulawesi w wyniku wybuchu bomby w barze sieci McDonald’s zginęły 3 osoby, a 11 zostało rannych. W godzinę po wybuchu w restauracji, podobna bomba eksplodowała w salonie samochodowym, nie powodując ofiar w ludziach.

## 5 grudnia2002
- Koniec muzułmańskiego świętego miesiąca ramadanu.

## 7 grudnia2002
- Bangladesz: Dwadzieścia osób zginęło, a około 300 odniosło obrażenia na skutek 4 zamachów bombowych na kina, do których doszło w Mymenshingh na północy kraju.

## 9 grudnia2002
- Porozumienie pokojowe zostało podpisane pomiędzy partyzantką walczącą o niepodległość Aceh, a władzami Indonezji.

## 10 grudnia2002
- Trybunał Konstytucyjny uznał za sprzeczny z konstytucją tryb wprowadzenia opłat parkingowych.

## 13 grudnia2002
- Na szczycie w Kopenhadze zakończyły się negocjacje między Unią Europejską, a dziesięcioma państwami kandydującymi. Cypr, Czechy, Estonia, Litwa, Łotwa, Malta, Polska, Słowenia, Słowacja, Węgry staną się najprawdopodobniej nowymi członkami Unii w 2004 roku.

## 16 grudnia2002
- Muzułmanie lansują w Europie własną wersję Coca Coli – Mecca Cola. Nowy napój wyglądem i smakiem nawiązuje do pierwowzoru. 10% ze sprzedaży przeznaczone jest na pomoc dla Palestyńczyków (ale butelka napoju jest o 30 centów droższa od Coca Coli). Mecca Cola Beverage Company – producent napoju – dystrybuuje napój w Wielkiej Brytanii, Niemczech i Francji, promując go hasłem: Nie pij jak idiota – bądź zaangażowany. Sprzedaż z kilku pierwszych tygodni we Francji dwukrotnie przekroczyła oczekiwania.
- Kolumbia: Jedna osoba zginęła, a 20 zostało rannych w wyniku eksplozji dynamitu w centrum miasta Neiva, około 300 km od Bogoty. Wybuch miał miejsce w głównej siedzibie spółki telekomunikacyjnej.

## 21 grudnia2002
- Została otworzona Polska Biblioteka Internetowa mająca w zamierzeniu gromadzić i udostępniać różnorodne publikacje w języku polskim. Jej zasoby mają m.in. ułatwiać edukację, w tym samokształcenie, osobom mających dotychczas trudności z jej zdobyciem, np. poprzez ułatwienie dostępu do podstawowych lektur. W chwili otwarcia znalazło się w niej już ok. 130 książek.
- Pakistan: Eksplozja, do której doszło w autobusie w południowej części kraju, spowodowała śmierć dwóch osób, a u 18 obrażenia. Wybuch miał miejsce w pobliżu Hajdarabadu, 160 km na północ od Karaczi.

## 24 grudnia2002
- Filipiny: Trzynaście osób zginęło, a 12 zostało rannych w zamachu bombowym. Ładunek eksplodował w domu burmistrza Saudie Ampatuana w miejscowości Datu Piang.

## 25 grudnia2002
- Pakistan: W prowincji Pendżab 3 osoby zostały zabite, a 15 rannych w zamachu na protestancki kościół. Wśród ofiar były dzieci.
- Macedonia: Jedna osoba zginęła, a cztery zostały ranne podczas zamachu bombowego, do jakiego doszło w mieście Kumanovo.

## 27 grudnia2002
- Dokonano zamachu bombowego na siedzibę rosyjskiej administracji Czeczenii w Groznym.
- Amerykański Lockheed Martin oferujący samolot F-16 wygrał przetarg na dostawę samolotu wielozadaniowego dla polskiego wojska.
- Izrael: Pięciu osadników zginęło, a 5 zostało rannych w ataku terrorystycznym na szkołę rabinacką w osiedlu Otniel pod Hebronem.

## 30 grudnia2002
- Jemen: Trzech amerykańskich lekarzy zginęło, a czwarty został ranny w czasie ataku na misyjny szpital w mieście Dżibla.

## 31 grudnia2002
- Microsoft zakończył udzielanie wsparcia technicznego dla Windows 95.